# Kenneth Levenberg
Kenneth Levenberg (6 de agosto de 1919 - septiembre de 1973) fue un estadístico estadounidense, autor del algoritmo de ajuste por mínimos cuadrados no lineales. El procedimiento, ampliamente utilizado, fue mejorado posteriormente por Donald Marquardt, pasando a ser conocido como el algoritmo de Levenberg-Marquardt.
Levenberg publicó el algoritmo en 1944, mientras estaba trabajando en el Arsenal del Ejército de Frankford. Después de la Segunda Guerra Mundial, pasó a la empresa Boeing, donde desarrolló modelos matemáticos utilizados para diseñar el Boeing 737. Acabó su carrera en el departamento de matemáticas en la Universidad de Hawái en Hilo. Falleció en las islas Hawái en 1973.
Levenberg fue incluido en un listado de Estadounidenses de Ciencia en 1970.